# 拉米加拉
拉米加拉是立陶宛的城市，位於帕內韋日斯以南24公里，由帕內韋日斯縣負責管轄，面積3.2平方公里，海拔高度69米，鎮上的教堂在15世紀建成，2010年人口1,643。